# びわ湖アリーナ構想
びわ湖アリーナ構想（びわこアリーナこうそう）とは、滋賀県大津市のびわ湖浜大津駅前に新アリーナを建設する計画。

## 大津商工会議所の構想
2017年8月に大津商工会議所を中心に滋賀県や大津市、滋賀県スポーツ協会（旧滋賀県体育協会）、滋賀レイクスターズ、京阪電気鉄道などで「びわ湖アリーナ整備促進官民連携協議会」を設置。民間主導でのアリーナ整備を目指している。想定している用地は、県有地が9割、市有地が1割。
スポーツ庁は「スタジアム・アリーナ改革推進事業」の支援先に選定した。「（仮称）びわ湖アリーナ整備調査事業」は、当初予算1,000万円（内、スポーツ庁の委託調査費500万円）を計上。2018年1月末までにアリーナの収益性や建設資金調達手法などの調査を終える方針。
年間稼働日数を約100日と想定し、30日を滋賀レイクスターズのホームゲーム、70日をコンサートや企業の展示会などで使用。

## 滋賀レイクスターズの構想
滋賀県や大津市から土地を無償で借り、民間主導で資金調達してアリーナを整備する。2020年の完成を目指しており、建設費は20億円を見込んでいる。2016年に国土交通省の「不動産証券化事業の具体化に向けた支援事業」の支援先となる事業者に選定された。
アリーナは3層構造で、収容人数は5,000 - 6,000人。1階は1,500 - 2,000席の可動席。2,3階には各2,000席前後の固定席を設ける。年間稼働日数を約100日と想定し、30日を滋賀レイクスターズのホームゲーム、70日をコンサートや展示会、他のスポーツの試合で使用。
BリーグクラブライセンスのB1ライセンスの取得条件には、5,000席以上の観客席数を有するホームアリーナの整備が含まれている。現状の滋賀県立体育館では、4,123人までしか収容することができない。これまでは、約1,000席の立ち見席を計上することで、ライセンスの審査をクリアしてきた。
このびわ湖アリーナの代替として、びわ湖文化公園内に滋賀アリーナ（愛称「滋賀ダイハツアリーナ」）が滋賀県によって建設され、2022年12月1日に開場した。滋賀レイクスターズはホームアリーナの一つとして使用する。

## 備考
- 当初は2020年の完成を目指していたが事業計画（旧）を具体化することはできなかった。2019年1月に大津商工会議所が新しい事業計画を発表し、2023年度中の供用開始を目指すこととなった[注 1][13]。
- 滋賀レイクスターズはこのびわ湖アリーナ（仮称）の整備事業計画が原因で、2019-20シーズンのB1ライセンスが「継続審議」となったことがある[14]。